# 818 Kapteynia
818 Kapteynia este un asteroid din centura principală, descoperit pe 21 februarie 1916, de Max Wolf.

## Denumirea asteroidului
Asteroidul a primit numele în onoarea astronomului neerlandez Jacobus Cornelius Kapteyn.